# NŠ Mura
Nogometna šola Mura (normalt bare kendt som NŠ Mura) er en slovensk fodboldklub fra byen Murska Sobota.
Klubben spiller i landets bedste liga, og har hjemmebane på Fazanerija stadion. Klubben blev grundlagt i 2012.

## Historiske slutplaceringer

### Prva liga
| Sæson   | Niveau | Liga      | Placering | Kilder |
| ------- | ------ | --------- | --------- | ------ |
| 2017-18 | 2.     | 2. liga   | 1.        | [ 1 ]  |
| 2018-19 | 1.     | Prva līga | 4.        | [ 2 ]  |
| 2019-20 | 1.     | Prva liga | 4.        | [ 3 ]  |
| 2020-21 | 1.     | Prva liga | 1.        | [ 4 ]  |
| 2021-22 | 1.     | Prva liga | 4.        | [ 5 ]  |
| 2022-23 | 1.     | Prva liga | 5.        | [ 6 ]  |
| 2023-24 | 1.     | Prva liga | 6.        | [ 6 ]  |

## Deltagelse i europæiske turneringer
Alle resultater (hjemme og ude) angiver Muras målscore først.
| Sæson   | Turnering          | Runde          | Klub          | Hjemme | Ude | Samlet |
| ------- | ------------------ | -------------- | ------------- | ------ | --- | ------ |
| 2019–20 | UEFA Europa League | 1. kval. runde | Maccabi Haifa | 2–3    | 0–2 | 2–5    |
| 2020–21 | UEFA Europa League | 1. kval. runde | Nõmme Kalju   | N/A    | 4–0 | N/A    |
| 2020–21 | UEFA Europa League | 2. kval. runde | AGF           | 3–0    | N/A | N/A    |
| 2020–21 | UEFA Europa League | 3. kval. runde | PSV Eindhoven |        | N/A | N/A    |

Noter
1. ↑  Afviklet over kun én kamp p.g.a. COVID-19 pandemien.
2. ↑  Spillet på Szusza Ferenc Stadion i Budapest grundet rejserestriktioner som følge af COVID-19 pandemien.